# 전조선전문학교야구대회
전조선전문학교야구대회(全朝鮮專門學校野球大會)는 일제강점기 조선의 야구 대회이다. 1924년에 시작되어 1925년까지 개최되었다.

## 세부 종목
| 1920년대 | 24 | 25 |
| -------- | -- | -- |
| 남자     | •  | •  |
| 계       | 1  | 1  |

## 시즌별 결과
| 시즌   | 참가 | 우승                                             | 준우승                  | 비고      |
| ------ | ---- | ------------------------------------------------ | ----------------------- | --------- |
| 1924년 | 6팀  | 경성고등공업학교 야구단                          | 경성고등상업학교 야구단 |           |
| 1925년 | 7팀  | 경성고등상업학교 야구단 경성제국대학 예과 야구단 | 없음                    | 공동 우승 |

## 참고 문헌
- 대한체육회 100주년 기념사업부 (2020). 《대한민국 체육 100년》. 대한체육회.
- 《대한민국 체육 100년 Ⅰ 통사 (민족과 함께 한 대한민국 체육 100년)》. 대한체육회. 2020.
- 《대한민국 체육 100년 Ⅱ 민족의 구심체, 조선체육회 (1920~1945)》. 대한체육회. 2020.
- 《대한민국 체육 100년 Ⅲ 세계를 향한 도전 (1945~1980)》. 대한체육회. 2020.
- 《대한민국 체육 100년 Ⅳ 스포츠로 꽃피운 대한민국 (1981~2000)》. 대한체육회. 2020.
- 《대한민국 체육 100년 Ⅴ 스포츠강국을 넘어 선진국으로(2001~2020)》. 대한체육회. 2020.
- 《한국야구사》. 대한야구협회. 1999.
- 홍순일 (2013). 《한국 야구사 연표》 (PDF). 한국야구위원회. 2024년 7월 6일에 원본 문서 (PDF)에서 보존된 문서. 2025년 1월 8일에 확인함.